# Kovan Sindî
Kovan Sindî, född 1965 i Zakho i Irak, är en kurdisk författare och poet. I början av 1980-talet var han aktiv i Kurdistans demokratiska parti.
I augusti 1988 efter Iran–Irak-kriget, flydde Sindî till norra Kurdistan i Turkiet och bodde i flyktingläger i staden Diyarbakır. 1993 emigrerade han till Tyskland, där han först studerade tyska vid universitetet  i Hamburg, och sedan han psykologi vid universitetet i Århus i Danmark. Han skriver på sitt modersmål, kurdiska.